# Ștefan Haller
Ștefan Haller (n. 1657 – d. 2 mai 1710, Sibiu, Principatul Transilvaniei) a fost guvernator al Transilvaniei între anii 1709-1710. 
A fost înmormântat în cimitirul aferent capelei Haller, de lângă castelul Haller din Sânpaul.